# 若林緑
若林 緑（わかばやし みどり、1974年（昭和49年） - ）は、日本の経済学者。博士（経済学）（大阪大学）。専門は社会保障論、福祉経済。北海道小樽市出身。父・若林信夫は小樽商科大学社会情報学科の教授だった。

## 略歴
- 北海道小樽潮陵高等学校卒[1]

- 1998年3月　小樽商科大学商学部社会情報学科卒
- 2003年3月　大阪大学大学院経済学研究科後期博士課程修了
- 2003年4月　大阪府立大学経済学部講師、のち准教授
- 2013年4月　東北大学大学院准教授
- 2022年4月　東北大学大学院教授

## 業績
- 井堀利宏他編集『新たなリスクと社会保障』（東京大学出版会、2012年）